# Liga de la Justicia Ilimitada
Liga de la Justicia Ilimitada, a veces también conocida como JLU (por Justice League Unlimited), es una serie de televisión basada en la Liga de la Justicia producida Warner Bros. Animation. Interpretada por un amplio número de superhéroes de la DC Comics, es una secuela de la serie Liga de la Justicia.
Se estrenó el 31 de julio de 2004 y fue finalizada con la emisión de su episodio final el 13 de mayo de 2006 en Estados Unidos. Fue la última serie ambientada en Universo Animado DC, que comenzó con Batman: la serie animada en 1992. Las dos primeras temporadas de la serie están inéditas en España y la tercera temporada se emitió en Clan en el año 2014.

## Historia
Las series son una continuación de sus predecesoras, teniendo lugar poco después de donde acaban las anteriores. A veces se la considera la misma serie que la original; la primera temporada de la Liga de la Justicia Ilimitada sería la tercera y cuarta temporada de la Liga de la Justicia.
Está protagonizada por una Liga de la Justicia muy ampliada, en la que los personajes de las series originales se unen a un gran número de superhéroes, al igual que varios superhéroes de DC que aparecieron como invitados en las dos temporadas de la Liga de la Justicia.
También a diferencia de la Liga de la Justicia, la serie cuenta paralelamente la historia del conflicto entre la Liga de Justicia y la agencia secreta del gobierno conocida como Proyecto Cadmus. Este argumento se trató mucho en diversos sucesos que tuvieron lugar durante la segunda temporada de la Liga de la Justicia afectando al argumento de la mayoría de sus episodios. Se resolvió en un episodio de cuatro partes al final de la segunda temporada de Ilimitada.

## Personajes
A diferencia de la serie original, con 7 integrantes, en esta ocasión hay un ejército completo de superhéroes en el satélite y su embajada, y en cada historia los protagonistas son algunos de ellos, de igual formas vemos a más villanos que rivalizan en número con la liga. El listado completo de personajes es:

### Miembros fundadores
Integran una suerte de "Círculo Interno" en la Liga. Tienen su propia sala, donde ellos deciden el curso a seguir de la Liga.
- Superman (Clark Kent) con la voz de George Newbern.
- Batman (Bruce Wayne) con la voz de Kevin Conroy.
- Mujer Maravilla (Diana Prince) con la voz de Susan Eisenberg.
- Flash (Wally West), con la voz de Michael Rosenbaum.
- Linterna Verde IV (John Stewart) con la voz de Phil LaMarr.
- J'onn J'onzz (Detective Marciano) con la voz de Carl Lumbly.
- Chica Halcón (Shayera Hol, basada en la Mujer Halcón) con la voz de María Canals.

### Lista de miembros
- Acero II (John Henry Irons).
- Amazo o Androide Puede copiar cualquier habilidad que ve. Tiene los poderes de Superman, la Mujer Maravilla, Linterna Verde, Chica Halcón, Flash, Detective Marciano, Doctor Destino entre otros miles. (Excepto Batman)
- Aquaman (Arthur Curry) Rey de la Atlántida. Posee una piel de acero e increíble fuerza.
- Átomo (Dr. Ray Palmer) puede encogerse a tamaño de un átomo y es experto en nanotecnología
- Átomo Smasher puede hacer crecer su cuerpo hasta 30 veces más así como su fuerza.
- Aztec experto en modificaciones moleculares.
- Bestia B'wana Puede comunicarse con los animales, además de poder funcionar hasta 3 animales.
- Blue Devil
- Booster Gold Viene del futuro y con su traje vuela y emite rayos de plasma, tiene un robot mayordomo llamado Skeets.
- Canario Negro (Dinah Laurel Lance) en artes marciales y grito supersónico.
- Capitán Átomo (Nathaniel Adams) Puede manipular, absorber e imitar cualquier tipo de energía, desde radioactiva hasta solar roja.
- Capitán Maravilla Tiene poderes similares a Superman al decir la palabra "¡SHAZAM!". Renunció al considerar que la liga no estaban actuando como verdaderos héroes.
- Cazadora III (Helena Bertinelli) Experta en combate cuerpo a cuerpo y usa una ballesta como arma - al igual que Batman no posee superpoderes. Fue despedida por haber intentado asesinar a Steven Mandrágora.
- Commander Steel (Hank Heywood III)
- Crimson Fox Tiene la capacidad de emitir feromonas.
- Dr. Destino (Kent Nelson) Hechicero capaz de ver el destino de todos salvo el suyo propio.
- Dr. Medianoche
- Doctora Luz (Kimiyo Hoshi) Controla y produce rayos de luz.
- El Creeper
- Etrigan el Demonio
- Flecha Verde (Oliver Queen) Habilidad para pelear y usa un arco con diferentes tipos de flechas como explosivas y de energía.
- Fuego Ex espía que puede convertirse en fuego y volar.
- Gitana
- Halcón y Alondra (Hank y Don Hall) Avatares de la guerra y la paz.
- Hielo Princesa de una tribu perdida con la habilidad de proyectar hielo.
- Hombre Elástico Puede estirarse y cambiar de forma.
- Hombre Halcón (Carter Hall) Tanagariano con habilidades como la de chica halcón.
- Hombre Plástico (solo es mencionado).
- Hourman (Rick Tyler)
- Johnny Thunder
- Lightray Miembro de los Nuevos dioses de Nuevo Génesis.
- Metamorfo Puede transmutar su estructura molecular a cualquier elemento o compuesto químico, sólido a líquido o gaseoso.
- Mr. Terrific II (Michael Holt).
- Némesis (Thomas Andrew Tresser).
- Speedy (Roy Harper) (Compañero de Flecha Verde) lo mismo que Flecha Verde, tampoco posee superpoderes.
- Obsidian
- Orión Miembro de los Nuevos Dioses de Nuevo Génesis, Hijo biológico de Darkseid.
- Pregunta (Charles Victor Szasz) Teórico de la conspiración, detective y consumado luchador cuerpo a cuerpo que no muestra su rostro
- Ray II (Ray Terrill).
- Rocket Red (Dmitri Pushkin/Rocket Red #4).
- Sandman (Sand/Sandy Hawkins).
- Shining Knight (Sir Justin Arthur)
- Stargirl Tiene un báculo que le da la capacidad de volar y lanzar rayos de luz.
- Starman V (Príncipe Gavyn).
- Stripesy o S.T.I.P.E superhéroe con armadura de hierro capaz de volar.
- Supergirl (Kara In-Ze) Prima de Kal-El, tiene similares poderes a Superman, pero menos intensos. Cuando viajan al futuro, se queda a vivir en el siglo 30.
- Swamp Thing (solo su espalda en el episodio 1 y en un póster en el episodio 8 de la 1° temporada).
- Thunderbolt
- Tornado Rojo Androide rojo y capa azul con poderes elementales de viento.
- Vengador Carmesí
- Vibe tiene la habilidad de sentir las dimensiones y moverse en cada una de ellas.
- Vigilante (Greg Saunders).
- Vixen Posee la habilidad de imitar cualquier habilidad animal gracias a su collar.
- Waverider Matthew Ryder ha dominado el arte de viajar en el tiempo. Debido a un accidente con su máquina, se le puso la piel amarilla. Él puede volar utilizando una varilla de oro y tiene la capacidad de proyectar potentes explosiones cuánticas. Puede acceder a la aura de una persona y predecir su futuro.
- Wildcat (Ted Grant). No posee superpoderes, pero fue campeón mundial peso completo de boxeo y es experto en varios estilos de artes marciales. Fue mentor de Canario Negro.
- Zatanna Hechicera consumada.

### Héroes en el pasado
- Bat Lash
- Chica Halcón (Chay-Ara)
- El Diablo I (Lazarus Lane)
- Hombre Halcón (Katar Hol)
- Jonah Hex
- Pow Wow Smith
- Spy Smasher

### Héroes en el futuro
- Aquagirl (Mareena)
- Batman (Terry McGinnis)
- Static (Virgil Hawkins)
- Warhawk (Rex Stewart, hijo de John Stewart y Shayera Hol)
- Linterna Verde (Hal Jordan) (Breve cameo producto de una anomalía espacio-tiempo)
- Linterna Verde (Kai-Ro)

#### Miembros en el Futuro de laLegión de Super-Héroes
- Blok
- Brainiac 5
- Bouncing Boy
- Chameleon Boy
- Colossal Boy
- Cosmic Boy
- Douglas Nolan
- Dream Girl
- Ferro Lad
- Kid Quantum
- Laurel Gand (Andrómeda)
- Lightning Lad
- Lightning Lass
- Phantom Girl
- Saturn Girl
- Shadow Lass
- Timber Wolf
- Triad
- Ultra Boy
- Wildfire

### Dioses Olímpicos,Cuarto Mundo, entidades y otros relacionados
- Big Barda Miembro de los Nuevos Dioses de Nuevo Génesis, Experta guerrera.
- Caronte Trasporta las almas de los muertos, aunque trajo a Medusa del Tártaro para que fuera interrogada por Batman y Themis
- Deadman
- Hermes Mensajero de los Dioses.
- La Presencia aparece "La Mano" cuando Chronos intenta viajar al principio de todo para convertirse en dios
- Metrón Dios capaz de viajar y atravesar el tiempo y el espacio.
- Príncipe Vikingo
- Rama Kushna
- Sr. Milagro (Scott Free) Miembro de los Nuevos Dioses de Nuevo Génesis, Amo del escape, hijo adoptivo de Darkseid.
- Temis Diosa del orden, justicia y ley.
- Zeus Dios creador del hombre. (solo mencionado).

### Héroes deSkartaris
- Jennifer Morgan Hechicera hija de Travis Morgan.
- Mariah Romanova guerrera de Skartaris.
- Machiste Encargado de proteger la Gran Roca de Skartaris.
- Shakira aliada de Travis Morgan.
- Tara Morgan guerrera espoda de Travis.
- Travis Morgan Líder de Skartaris.

### Otros héroes y personajes
- Escuadrón Blackhawks; solo aparece Chuck Sirianni como un veterano anciano siendo el único sobreviviente del escuadrón
- Guardianes del Universo
- Hombre Halcón (Carter Hall)
- Hippolyta Reina de Temiscira
- Inza Nelson Esposa del Dr Destino.
- Jor-El Padre Biológico de Superman.
- King Faraday enlace del gobierno con la Liga.
- Krypto mascota de Superman.
- Lady Blackhawk: Un maniquí de Lady Blackhawk se puede verse en la vitrina de un museo de la isla Blackhawk en el episodio "Soy de la Legión".
- Linda Park periodista y esposa de Wally West
- Linterna Verde Arisia
- Linterna Verde Chaselon
- Linterna Verde Hirunan
- Linterna Verde Katma Tui
- Linterna Verde IV (Kyle Rayner)
- Linterna Verde Kilowog
- Linterna Verde Larvox
- Linterna Verde Palaqua
- Linterna Verde Salaak
- Linterna Verde Stel
- Linterna Verde Spol
- Linterna Verde Tomar-Re
- Linterna Verde Xax
- Lois Lane pareja de Superman.
- Martha y Jonathan Kent (padres adoptivos de Superman).
- Martha y Thomas Wayne padres de Batman.
- Oberon Compañero y ayudante del Sr. Milagro
- Snapper Carr es un periodista con sede en Metrópolis.
- Solovar

### Posibles apariciones
La siguiente es una lista de personajes que posiblemente hayan aparecido durante algunos episodios de la Liga de la Justicia Ilimitada, la mayoría durante el primero. No queda clara la identidad de estos personajes, debido a que solo se los puede apreciar durante un breve momento, de espaldas, y no se los vuelve a ver en toda la serie. Algunos no podían utilizarse por el Bat-embargo; otros no aparecieron en la serie pero si en la línea de juguetes de la Liga de la Justicia Ilimitada producidos por Mattel. Estos personajes son:
- Alan Scott
- Animal Man
- Black Lightning
- Catman
- Doctor Oculto o John Constantine
- Doll Man
- El Espectro
- Escarabajo Azul
- Max Mercury
- Nightshade
- Phantom Stranger
- Ragman
- Sue Dibny
- Zauriel o Hombre Halcón

### Villanos y enemigos

#### Miembros relacionados conCadmus
- Amanda Waller
- Banda de la Escalera Real: Ace, Jack, King, Queen y Ten
- Doctor Luna
- Doomsday
- Galatea (Clon de Supergirl)
- General Hardcastle
- General Wade Eiling
- Hugo Strange
- Maxwell Lord
- Profesor Hamilton
- Profesor Milo
- Ultimen

#### Pertenecientes aApokolips
- Abuela Bondad
- Darkseid
- Furias Femeninas: Bernadeth, Lashina, Mad Harriet y Stompa
- Kalibak
- Kanto
- Mantis
- Parademonio
- Virman Vundabar

#### Miembros de lasociedad secreta
- Abeja Reina (Zazzala)
- Angle Man
- Bizarro
- Black Mass
- Bloodsport
- Blockbuster
- Blue Lama
- Calavera Atómica
- Chita
- Copperhead
- Crowbar
- Doctor Destino (John Dee)
- Doctor Polaris
- Doctor Spectro
- Dra Cyber
- Dummy
- Electrocutor
- Evil Star
- Fastball
- Gentleman Ghost
- Giganta
- Goldface
- Gorilla Grodd
- Hombre Tatuado
- Hellgrammite
- Javelin
- Juguetero (Winslow Schott, Jr.)
- Karshon
- KGBestia
- Killer Frost
- Lady Lunar
- Llave
- Lex Luthor
- Livewire
- Mago del Clima
- Major Disaster
- Manta Negra
- Merlyn
- Metallo
- Monocle
- Neutrón
- Nightfall
- Ola de calor
- Parásito
- Psico-Pirata
- Puzzler
- Rampage
- Ruleta
- Shade
- Silver Banshee
- Sinestro
- Solomon Grundy
- Sonar
- Sportsmaster
- Tala
- Thinker
- Top
- Tsukuri
- Volcana
- Zafiro Estrella

#### Dioses y relacionados con ellos
- Aniquilador
- Ares
- Circe
- Hades
- Hefesto
- Medusa
- Mordred
- Mordru
- Morgana Le Fey
- Tres Demonios: Abnegazar, Rath y Ghast

#### Enemigos en el pasado
- Adán Negro (Nombrado)
- Adversary
- Capitán Nazi
- Franco Bertinelli
- Hath-Set
- Ice King (en un flashback)
- Joe Chill (en un flashback)
- Khund
- Tobias Manning

#### Enemigos en el futuro
- Andrea Beaumont (como el Fantasma Gris)
- Cinco Fatales: Emperatriz Esmeralda, Mano, Persuader, Tharok y Validus
- Chronos (David Clinton)
- Inque
- Joker (Mencionado por Terry McGinnis)
- Jokerz; Bonk, Chucko, Dee Dee, Ghoul y Woof
- Shriek
- Stalker

#### Equipo X (Escuadrón Suicida)
- Capitán Bumerang (George Harkness)
- Deadshot
- Plastique
- Rey Reloj
- Rick Flag

#### Enemigos de flash
- Abra Kadabra
- Amo de los Espejos
- Bromista (Prankster/Trickster)
- Capitán Frío
- Dr. Alchemy
- Hombre Tortuga
- Mr. Element
- Pied Piper
- Violinista

#### Otros enemigos
- Amígdala
- Amos de la Justicia
- Brainiac
- Brimstone
- Deimos
- Dreamslayer
- Edgar Mandragora
- Félix Fausto
- Gorgon
- Hellhound
- Lord Havok
- Mercy Graves
- Misericordia Negra
- Mongul
- Profesor Ivo (Mencionado)
- Shadow Thief
- Shatterfist
- Steven Mandragora
- Tracer
- Vándalo Salvaje (En un cuadro)

## Episodios
Consta de 3 temporadas con 13 capítulos cada uno y una duración de 20 min aproximadamente. Después de su antecesora la Liga de la Justicia cuyas dos primeras temporadas contaba con episodios de dos partes, el formato cambio a 1 episodio con una historia. Como tal, la serie tuvo tres temporadas sin contar las de la Liga de la Justicia, de julio de 2004 a mayo de 2006. Por una razón desconocida, la serie está disponible para descarga digital y en DVD/Blu-ray como solo dos temporadas ("Temporada 1" que contiene los episodios de la temporada 1 y 2 y la "Temporada" 2 que contiene los episodios de la temporada 3).
| Temporada | Temporada | Episodios | Episodios | Emisión original         | Emisión original    |
| Temporada | Temporada | Episodios | Episodios | Primera emisión          | Última emisión      |
| --------- | --------- | --------- | --------- | ------------------------ | ------------------- |
|           | 1         | 13        | 13        | 31 de julio de 2004      | 29 de enero de 2005 |
|           | 2         | 13        | 13        | 5 de febrero de 2005     | 23 de julio de 2005 |
|           | 3         | 13        | 13        | 17 de septiembre de 2005 | 13 de mayo de 2006  |

## Personajes no utilizables
El Bat-embargo llamaron los estadounidenses a una norma por la cual, si bien Batman puede seguir siendo utilizado en el programa, no así los relacionados con él. Esto sucedió debido a la serie The Batman, la cual no estaba situada en el mismo universo de ficción, y por lo tanto se quiso prevenir que un mismo personaje aparezca en dos programas diferentes y confundiera a los espectadores. Sin embargo, la medida parece no alcanzar a personajes menores relacionados con Batman que no se utilizaran en dicha serie, como KGBestia, Rey Reloj, la Cazadora, Nightwing (aunque solo fue un breve cameo en el episodio "Máxima Rivalidad") o los propios de la serie Batman Beyond.
Por similares razones de derechos no otorgados, no se permite el uso de Blue Beetle, Hombre Plástico (aunque es mencionado como Hombre Elástico durante el episodio "La historia más grande jamás contada"), toda la línea Vértigo, Espectro, el Phantom Stranger, etc. Aunque el Joker tampoco puede aparecer es mencionada por Terry McGinnis en el episodio "Epílogo".
Continuaciòn:
La serie cuenta con una película que sigue el universo, pero no hace aluciòn a ningùn evento especìfico de la serie.